# Halsey (Nebraska)
Halsey és una població dels Estats Units a l'estat de Nebraska. Segons el cens del 2000 tenia 59 habitants.

## Demografia
Segons el cens del 2000, Halsey tenia 59 habitants, 34 habitatges, i 17 famílies. La densitat de població era de 113,9 habitants per km².
Dels 34 habitatges en un 14,7% hi vivien nens de menys de 18 anys, en un 50% hi vivien parelles casades, en un 2,9% dones solteres, i en un 47,1% no eren unitats familiars. En el 47,1% dels habitatges hi vivien persones soles el 23,5% de les quals corresponia a persones de 65 anys o més que vivien soles. El nombre mitjà de persones vivint en cada habitatge era d'1,74 i el nombre mitjà de persones que vivien en cada família era de 2,39.
Per edats la població es repartia de la següent manera: un 11,9% tenia menys de 18 anys, un 3,4% entre 18 i 24, un 18,6% entre 25 i 44, un 35,6% de 45 a 60 i un 30,5% 65 anys o més.
L'edat mediana era de 54 anys. Per cada 100 dones de 18 o més anys hi havia 73,3 homes.
La renda mediana per habitatge era de 21.250 $ i la renda mediana per família de 44.167 $. Els homes tenien una renda mediana de 12.083 $ mentre que les dones 0 $. La renda per capita de la població era de 20.144 $. Aproximadament el 25% de les famílies i el 19,2% de la població estaven per davall del llindar de pobresa.

## Poblacions més properes
El següent diagrama mostra les poblacions més properes.